# Carl Axel Petri
Carl Axel Petri (Ronneby, 12 agosto 1929 – Jönköping, 3 dicembre 2017) è stato un politico svedese.

## Biografia
Figlio di Petri Carl e della baronessa Maud Wrede ricoprì numerose cariche prestigiose, fra cui:
- Ministro senza portafoglio 1979-1981;
- Ministro della Giustizia 1981-1982

Diventato avvocato, fu anche presidente della Corte d'appello di Gota.